# Hola Mary Lou: Prom Night II
Hello Mary Lou: Prom Night II u Hola Mary Lou: Noche de graduación II es una película de terror de 1987 y secuela del film de terror clásico de 1980, Prom Night. Es la segunda entrega de Prom Night (franquicia). Estuvo dirigida por Bruce Pittman y protagonizada por Lisa Schrage, Michael Ironside y Wendy Lyon.

## Trama
Mary Lou Maloney, reina de la promoción de 1957 en la secundaria "Hamilton High School", es asesinada de forma accidental por su entonces novio en la noche del baile de graduación. Treinta años más tarde, su espíritu lleno de rencor busca revancha, vengarse de todos los que arruinaron su vida. A través de la posesión del cuerpo de Vicki Carpenter, una dulce estudiante y pareja del hijo de Bill Nordham, Mary regresará al mundo de los vivos.

## Reparto
| Actor            | Personaje                     |
| ---------------- | ----------------------------- |
| Michael Ironside | Director Billy "Bill" Nordham |
| Wendy Lyon       | Vicki Carpenter               |
| Louis Ferreira   | Craig Nordham                 |
| Richard Monette  | Padre Cooper                  |
| Lisa Schrage     | Mary Lou Maloney              |
| Terri Hawkes     | Kelly Hennelotter             |
| Wendell Smith    | Walt Carpenter                |
| Judy Mahbey      | Virginia Carpenter            |
| Beverley Hendry  | Monica Waters                 |
| Brock Simpson    | Josh                          |
| De Beth Gondek   | Jess Browning                 |

## Curiosidades
- Si bien esta secuela no tiene ningún tipo de relación con su antecesora, fue la primera en introducir un personaje malévolo que luego continuaría en secuelas posteriores como en Prom Night III: The Last Kiss.
- La película se tituló originalmente The Haunting of Hamilton High, e incluye muchas referencias y homenajes a las películas de terror del pasado en su guion, incluyendo A Nightmare on Elm Street, Carrie y El exorcista. Además, varios de los personajes del film fueron nombrados en honor de populares directores de películas de terror como John Carpenter, George Romero, Wes Craven y Tod Browning.
- La película tuvo una buena aceptación, siendo un éxito en su formato para video doméstico. Recaudó en taquilla unos 2.800.000 dólares.[3]